# Macrolycus aurantiacus
Macrolycus aurantiacus is een keversoort uit de familie netschildkevers (Lycidae). De wetenschappelijke naam van de soort werd in 2001 gepubliceerd door Sergey Vasiljevich Kazantsev.